# Alteuthoides affinis
Alteuthoides affinis is een eenoogkreeftjessoort uit de familie van de Peltidiidae. De wetenschappelijke naam van de soort is voor het eerst geldig gepubliceerd in 1998 door Kim S.H. & Kim W..